# APEC Peru 2016
APEC Peru 2016 (tiếng Tây Ban Nha: APEC Perú 2016) là một loạt các cuộc họp được tổ chức của Diễn đàn Hợp tác Kinh tế châu Á - Thái Bình Dương (APEC) lần thứ 28 tại Peru, đạt đỉnh điểm với Hội nghị các Nhà lãnh đạo Kinh tế APEC lần thứ 26 trong các ngày 19–20 tháng 11 năm 2016 tại Lima. Nó đánh dấu lần thứ hai Peru là nước chủ nhà tổ chức cho APEC, trước đây Peru cũng từng tổ chức vào năm 2008.

## Chương trình nghị sự
Bốn lĩnh vực ưu tiên được đặt ra làm chủ đề thảo luận cho hội nghị thượng đỉnh APEC 2016. Đó là Phát triển Nguồn nhân lực, Nâng cấp Doanh nghiệp nhỏ và vừa, Thị trường Thực phẩm Khu vực và Chương trình Hội nhập Kinh tế Khu vực. Những chủ đề này được lựa chọn để xây dựng dựa trên các cuộc thảo luận từ hội nghị thượng đỉnh APEC trước đây ở Philippines.

## Chủ đề và logo

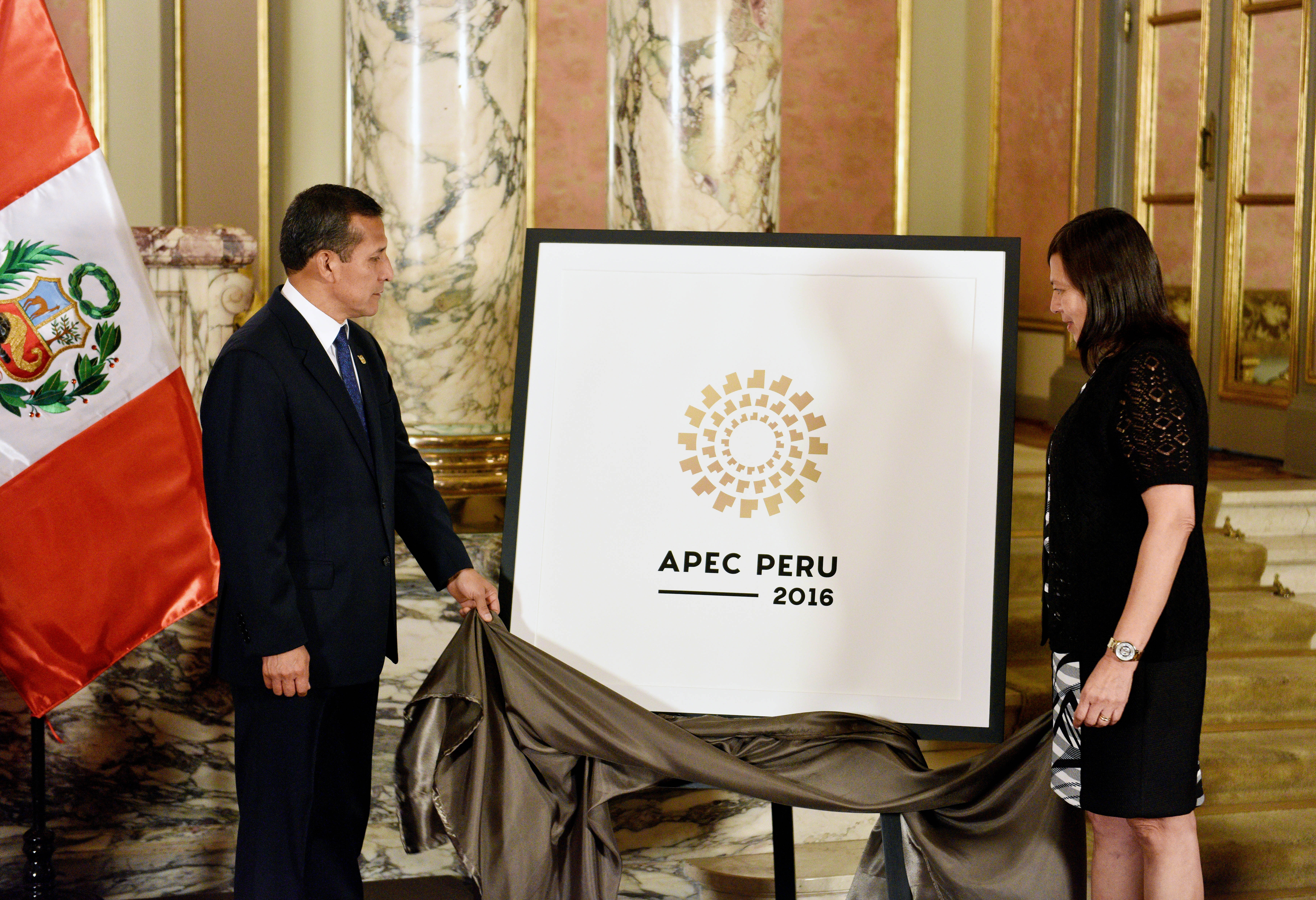
Tổng thống Ollanta Humala và Bộ trưởng Ngoại giao Ana María Sánchez công bố logo của Hội nghị thượng đỉnh APEC.

Vào ngày 29 tháng 1 năm 2016, Tổng thống Peru Ollanta Humala cho rằng chủ đề của Hội nghị thượng đỉnh APEC là "Tăng trưởng Chất lượng và Phát triển Con người". Kiến trúc của thành phố cổ Caral là nguồn cảm hứng cho logo chính thức của hội nghị thượng đỉnh APEC lần này.

## Công tác chuẩn bị
Vào ngày 6 tháng 9 năm 2012, Bộ trưởng Ngoại giao Peru Rafael Roncagliolo thông báo rằng Peru sẽ tổ chức Hội nghị thượng đỉnh APEC vào năm 2016.
Lễ ra mắt APEC Peru 2016 đã được thực hiện tại Cung điện Chính phủ ở Lima do Tổng thống Ollanta Humala đứng đầu.
Nhóm Hoạt động Đa ngành tạm thời (Ủy ban Bất thường Cấp cao) được thành lập để hỗ trợ tổ chức các sự kiện cho Hội nghị thượng đỉnh APEC, chủ trì bởi Mercedes Aráoz.

## Các sự kiện

### Cuộc họp của các Nhà lãnh đạo Kinh tế
Cuộc họp của các Nhà lãnh đạo Kinh tế được tổ chức từ ngày 19–20  tháng 11 năm 2016 tại Trung tâm Hội nghị Lima.

#### Người tham dự

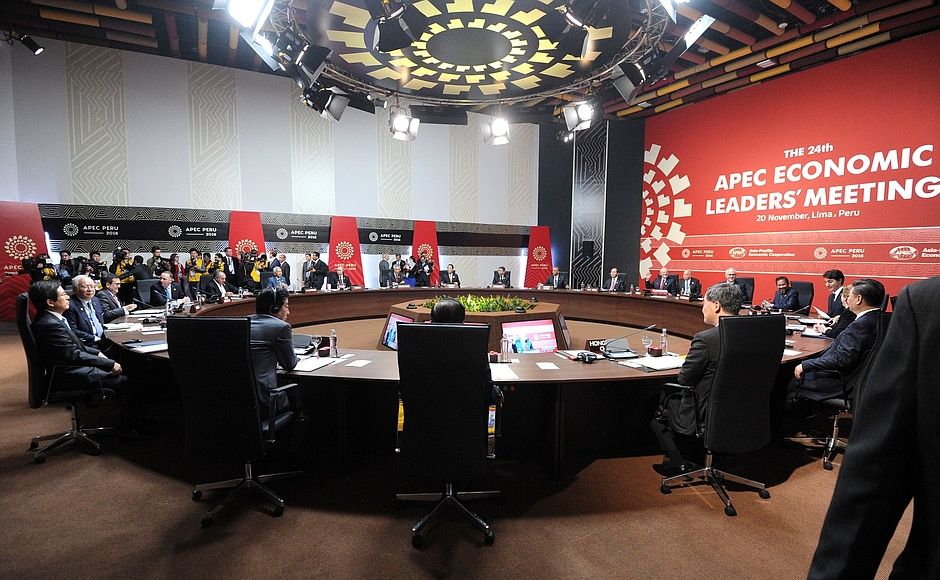
Cuộc họp của các Nhà lãnh đạo Kinh tế APEC vào ngày 20 tháng 11 năm 2016.

Trước Cuộc họp của các Nhà lãnh đạo Kinh tế, Tổng thống Hàn Quốc Park Geun-hye và Thủ tướng Thái Lan Prayuth Chan-ocha đã quyết định không tham dự đợt này để giải quyết các vấn đề trong nước của họ như chương trình hạt nhân Bắc Triều Tiên, cũng như vụ bê bối chính trị Hàn Quốc năm 2016, tương tự là tang lễ của vua Bhumibol Adulyadej. Bà Park được đại diện bởi Thủ tướng Hwang Kyo-ahn, trong khi Chan-ocha được đại diện bởi Phó Thủ tướng Prajin Juntong. Tổng thống Indonesia Joko Widodo cũng không tham dự hội nghị lần thứ hai liên tiếp và một lần nữa được thay thế bởi Phó Tổng thống Jusuf Kalla; cả hai đã đồng ý rằng Widodo sẽ chỉ tham dự các hội nghị quy mô toàn cầu lớn trong khi Kalla sẽ tham dự các hội nghị quy mô nhỏ hơn trong khu vực như APEC.
Đây là cuộc họp APEC đầu tiên của Chủ tịch nước Việt Nam Trần Đại Quang, Tổng thống Philippines Rodrigo Duterte và chủ nhà, Tổng thống Peru Pedro Pablo Kuczynski từ khi họ nhậm chức lần lượt vào các ngày 2 tháng 4 năm 2016, 30 tháng 6 năm 2016 và ngày 28 tháng 7 năm 2016.
Đây cũng là cuộc họp APEC cuối cùng của Tổng thống Hoa Kỳ Barack Obama (người đã từ chức vào ngày 20 tháng 1 năm 2017 sau cuộc bầu cử tổng thống Mỹ năm 2016 và lễ nhậm chức của Donald Trump), cũng như Đặc khu trưởng Hồng Kông Lương Chấn Anh (người đã từ chức ngày 1 tháng 7 năm 2017 sau cuộc bầu cử Đặc khu trưởng Hồng Kông 2017) và Thủ tướng New Zealand John Key (người đã từ chức vào ngày 12 tháng 12 năm 2016).
Tổng thống Colombia Juan Manuel Santos đã tham dự với vai trò khách mời. Thành viên của Liên minh Thái Bình Dương tuyên bố: Peru, Chile, México và Colombia sẽ tổ chức một hội nghị thượng đỉnh riêng với các nhà lãnh đạo APEC.
| Những người tham dự Hội nghị các Nhà lãnh đạo Kinh tế APEC 2016 | Những người tham dự Hội nghị các Nhà lãnh đạo Kinh tế APEC 2016 | Những người tham dự Hội nghị các Nhà lãnh đạo Kinh tế APEC 2016 | Những người tham dự Hội nghị các Nhà lãnh đạo Kinh tế APEC 2016 |
| Nước thành viên | Chức vụ                                                         | Tên                                                             |                                                                 |
| --- | --------------------------------------------------------------- | --------------------------------------------------------------- | --------------------------------------------------------------- |
| Úc | Thủ tướng                                                       | Malcolm Turnbull                                                |                                                                 |
| Brunei | Sultan                                                          | Hassanal Bolkiah                                                |                                                                 |
| Canada | Thủ tướng                                                       | Justin Trudeau                                                  |                                                                 |
| Chile | Tổng thống                                                      | Michelle Bachelet                                               |                                                                 |
| Trung Quốc | Chủ tịch                                                        | Tập Cận Bình                                                    |                                                                 |
| Colombia · (khách mời) | Tổng thống                                                      | Juan Manuel Santos                                              |                                                                 |
| Hồng Kông | Đặc khu trưởng                                                  | Lương Chấn Anh                                                  |                                                                 |
| Indonesia* | Phó Tổng thống                                                  | Jusuf Kalla                                                     |                                                                 |
| Nhật Bản | Thủ tướng                                                       | Shinzō Abe                                                      |                                                                 |
| Hàn Quốc* | Thủ tướng                                                       | Hwang Kyo-ahn                                                   |                                                                 |
| Malaysia | Thủ tướng                                                       | Najib Razak                                                     |                                                                 |
| México | Tổng thống                                                      | Enrique Peña Nieto                                              |                                                                 |
| New Zealand | Thủ tướng                                                       | John Key                                                        |                                                                 |
| Papua New Guinea | Thủ tướng                                                       | Peter O'Neill                                                   |                                                                 |
| Peru | Tổng thống                                                      | Pedro Pablo Kuczynski (chủ nhà)                                 |                                                                 |
| Philippines | Tổng thống                                                      | Rodrigo Duterte                                                 |                                                                 |
| Nga | Tổng thống                                                      | Vladimir Putin                                                  |                                                                 |
| Singapore | Thủ tướng                                                       | Lý Hiển Long                                                    |                                                                 |
| Đài Loan | Người đại diện đặc biệt                                         | James Soong                                                     |                                                                 |
| Thái Lan* | Phó Thủ tướng                                                   | Prajin Juntong                                                  |                                                                 |
| Hoa Kỳ | Tổng thống                                                      | Barack Obama                                                    |                                                                 |
| Việt Nam | Chủ tịch                                                        | Trần Đại Quang                                                  |                                                                 |
| (*) Tổng thống Joko Widodo, Tổng thống Park Geun-hye và Thủ tướng Prayuth Chan-ocha đã không thể tham dự hội nghị thượng đỉnh. Đại diện của các nước nói trên đã được gửi đến tham dự đại diện cho họ. |                                                                 |                                                                 |                                                                 |

#### Bên lề và các cuộc gặp song phương
Ngoài lề Cuộc họp của các Nhà lãnh đạo Kinh tế, một số nhà lãnh đạo đã gặp nhau tại các cuộc họp song phương riêng biệt trong tuần họp mặt của các nhà lãnh đạo. Chủ trì cuộc họp, Tổng thống Peru Pedro Kuczynski, cũng đã tổ chức các chuyến viếng thăm cấp nhà nước tại Cung điện Chính phủ (Lima) cho Thủ tướng Nhật Bản Shinzō Abe và Chủ tịch Trung Quốc Tập Cận Bình.
Tổng thống Nga Vladimir Putin đã có cuộc gặp song phương với các nhà lãnh đạo Trung Quốc, Nhật Bản, Philippines và Việt Nam. Ông cũng đã tổ chức cuộc họp song phương với Kuczynski. Thủ tướng Hàn Quốc cũng đã tổ chức một cuộc họp song phương với Kuczynski.
Tổng thống Mỹ Barack Obama đã tổ chức một cuộc họp song phương với Thủ tướng Úc Malcolm Turnbull, Thủ tướng Canada Justin Trudeau và Chủ tịch Trung Quốc Tập Cận Bình.
Trong một cuộc họp bên lề về Hiệp định Đối tác xuyên Thái Bình Dương (TPP), Tổng thống Barack Obama đã tường thuật với các nhà lãnh đạo các nước ký kết quan hệ đối tác về tình trạng hiệp ước cùng với sự ủng hộ của Quốc hội và các doanh nhân Hoa Kỳ. Một sự đồng thuận đã đạt được giữa các quốc gia ký kết rằng TPP phải được thực hiện và sẽ chỉ tìm kiếm một thay thế nếu Hoa Kỳ sau đó quyết định không tham gia hiệp định này. Có những lo ngại về số phận của hiệp ước do sự phản đối của Tổng thống Mỹ Donald Trump đối với thỏa thuận này. Đó là thông báo rằng nếu một trong hai nước Nhật Bản hoặc Hoa Kỳ rút lui thì hiệp ước sẽ không được thông qua. Thủ tướng New Zealand John Key đã đề xuất thực hiện "những thay đổi mỹ phẩm" để làm cho thỏa thuận có thể chấp nhận được hơn với Trump.